# Paraleiophasma
Paraleiophasma är ett släkte av insekter. Paraleiophasma ingår i familjen Phasmatidae.
Kladogram enligt Catalogue of Life:
| Paraleiophasma | \| \| Paraleiophasma xinganense \| \| \| \| \| \| Paraleiophasma yunnanense \| \| \| \| |
|                | \| \| Paraleiophasma xinganense \| \| \| \| \| \| Paraleiophasma yunnanense \| \| \| \| |
|                | Paraleiophasma xinganense                                                               |
|                |                                                                                         |
|                | Paraleiophasma yunnanense                                                               |
|                |                                                                                         |